# Gran Premio motociclistico di Germania 1994
Il Gran Premio motociclistico di Germania 1994 fu il sesto Gran Premio della stagione e si disputò il 12 giugno 1994 sul circuito di Hockenheim.
Nella classe 500 il vincitore per la terza volta consecutiva fu Mick Doohan su Honda, partito in pole position, davanti a Kevin Schwantz e ad Alberto Puig, al primo podio nella classe regina. Nella classe 250, come nel Gran Premio precedente, i primi tre piloti al traguardo furono gli italiani Loris Capirossi, Max Biaggi e Doriano Romboni. La gara della 125 vide invece la seconda vittoria stagionale di Dirk Raudies, che precedette sul traguardo Kazuto Sakata e Tomomi Manako, quest'ultimo all'esordio nel motomondiale. Nello stesso week-end si disputò la seconda prova dei sidecar, che si concluse con la vittoria dell'equipaggio formato da Rolf Biland e Kurt Waltisperg.

## Classe 500

### Arrivati al traguardo
| Pos | Nº | Pilota             | Squadra                 | Motocicletta  | Giri | Tempo     | Griglia | Punti |
| --- | -- | ------------------ | ----------------------- | ------------- | ---- | --------- | ------- | ----- |
| 1   | 4  | Mick Doohan        | Honda Team HRC          | Honda         | 18   | 35:58.994 | 1       | 25    |
| 2   | 1  | Kevin Schwantz     | Lucky Strike Suzuki     | Suzuki        | 18   | +13.982   | 2       | 20    |
| 3   | 17 | Alberto Puig       | Ducados Honda Pons      | Honda         | 18   | +15.764   | 3       | 16    |
| 4   | 8  | Àlex Crivillé      | Honda Team HRC          | Honda         | 18   | +19.536   | 6       | 13    |
| 5   | 6  | Alex Barros        | Lucky Strike Suzuki     | Suzuki        | 18   | +33.120   | 4       | 11    |
| 6   | 7  | Shin'ichi Itō      | Honda Team HRC          | Honda         | 18   | +33.293   | 5       | 10    |
| 7   | 10 | Doug Chandler      | Cagiva Team Agostini    | Cagiva        | 18   | +47.202   | 8       | 9     |
| 8   | 50 | Niall Mackenzie    | Slick 50 Team WCM       | ROC Yamaha    | 18   | +1:06.290 | 12      | 8     |
| 9   | 18 | Bernard Garcia     | Yamaha Motor France     | ROC Yamaha    | 18   | +1:12.980 | 13      | 7     |
| 10  | 15 | John Reynolds      | Padgett's Motorcycles   | Harris Yamaha | 18   | +1:36.643 | 15      | 6     |
| 11  | 19 | Sean Emmett        | Shell Harris Grand Prix | Harris Yamaha | 18   | +1:37.062 | 16      | 5     |
| 12  | 12 | Juan López Mella   | Lopez Mella Racing      | ROC Yamaha    | 18   | +1:54.308 | 21      | 4     |
| 13  | 28 | Julián Miralles    | Team ROC                | ROC Yamaha    | 18   | +1:54.555 | 23      | 3     |
| 14  | 16 | Laurent Naveau     | Euro Team               | ROC Yamaha    | 18   | +1:54.726 | 17      | 2     |
| 15  | 34 | Bruno Bonhuil      | MTD Objectif 500        | ROC Yamaha    | 17   | +1 giro   | 28      | 1     |
| 16  | 20 | Kevin Mitchell     | MBM Racing              | Harris Yamaha | 17   | +1 giro   | 27      |       |
| 17  | 29 | Andreas Leuthe     | Doppler Austria         | ROC Yamaha    | 17   | +1 giro   | 24      |       |
| 18  | 21 | Cees Doorakkers    | Team Doorakkers         | Harris Yamaha | 17   | +1 giro   | 30      |       |
| 19  | 31 | Lothar Neukirchner | Sachsen Racing          | Harris Yamaha | 17   | +1 giro   | 32      |       |

### Ritirati
| Nº | Pilota               | Squadra               | Motocicletta  | Giri | Griglia |
| -- | -------------------- | --------------------- | ------------- | ---- | ------- |
| 3  | Daryl Beattie        | Marlboro Team Roberts | Yamaha        | 17   | 9       |
| 27 | Bernard Haenggeli    | Haenggeli Racing      | ROC Yamaha    | 16   | 18      |
| 63 | Udo Mark             | Sachsen Racing        | Harris Yamaha | 14   | 19      |
| 51 | Jean Pierre Jeandat  | JPJ Racing            | ROC Yamaha    | 13   | 20      |
| 14 | Jeremy McWilliams    | Millar Racing         | Yamaha        | 12   | 14      |
| 24 | Cristiano Migliorati | Team Pedercini        | ROC Yamaha    | 10   | 25      |
| 36 | Jean Foray           | Jean Foray Racing     | ROC Yamaha    | 8    | 29      |
| 23 | Lucio Pedercini      | Team Pedercini        | ROC Yamaha    | 6    | 26      |
| 25 | Marco Papa           | Team Elit             | ROC Yamaha    | 4    | 31      |
| 13 | Loris Reggiani       | Aprilia Racing        | Aprilia       | 3    | 11      |
| 44 | Marc Garcia          | DR Team Shark         | ROC Yamaha    | 1    | 22      |

### Non partiti
| Nº | Pilota        | Squadra               | Motocicletta | Griglia |
| -- | ------------- | --------------------- | ------------ | ------- |
| 5  | Luca Cadalora | Marlboro Team Roberts | Yamaha       | 7       |
| 11 | John Kocinski | Cagiva Team Agostini  | Cagiva       | 10      |

### Non qualificati
| Nº | Pilota           | Squadra    | Motocicletta  |
| -- | ---------------- | ---------- | ------------- |
| 30 | Vittorio Scatola | Team Paton | Paton         |
| 62 | Manfred Erhardt  |            | Harris Yamaha |

## Classe 250

### Arrivati al traguardo
| Pos | Nº | Pilota                    | Moto    | Giri | Tempo     | Griglia | Punti |
| --- | -- | ------------------------- | ------- | ---- | --------- | ------- | ----- |
| 1   | 2  | Loris Capirossi           | Honda   | 16   | 33:43.516 | 1       | 25    |
| 2   | 4  | Max Biaggi                | Aprilia | 16   | +0.284    | 3       | 20    |
| 3   | 5  | Doriano Romboni           | Honda   | 16   | +0.425    | 2       | 16    |
| 4   | 11 | Nobuatsu Aoki             | Honda   | 16   | +1.292    | 7       | 13    |
| 5   | 8  | Tadayuki Okada            | Honda   | 16   | +1.625    | 4       | 11    |
| 6   | 28 | Ralf Waldmann             | Honda   | 16   | +13.566   | 5       | 10    |
| 7   | 1  | Tetsuya Harada            | Yamaha  | 16   | +13.621   | 9       | 9     |
| 8   | 17 | Jean-Philippe Ruggia      | Aprilia | 16   | +14.294   | 6       | 8     |
| 9   | 15 | Luis d'Antín              | Honda   | 16   | +39.504   | 8       | 7     |
| 10  | 12 | Wilco Zeelenberg          | Honda   | 16   | +39.558   | 13      | 6     |
| 11  | 22 | Jean-Michel Bayle         | Aprilia | 16   | +39.629   | 10      | 5     |
| 12  | 16 | Patrick van den Goorbergh | Aprilia | 16   | +39.802   | 15      | 4     |
| 13  | 6  | Andreas Preining          | Aprilia | 16   | +40.292   | 11      | 3     |
| 14  | 23 | Carlos Checa              | Honda   | 16   | +1:13.235 | 18      | 2     |
| 15  | 27 | Adi Stadler               | Honda   | 16   | +1:13.300 | 14      | 1     |
| 16  | 38 | Luis Maurel               | Honda   | 16   | +1:16.568 | 24      |       |
| 17  | 39 | Alessandro Gramigni       | Aprilia | 16   | +1:22.426 | 20      |       |
| 18  | 62 | Jürgen Fuchs              | Honda   | 16   | +1:23.120 | 26      |       |
| 19  | 40 | Giuseppe Fiorillo         | Honda   | 16   | +1:24.136 | 25      |       |
| 20  | 37 | Noël Ferro                | Honda   | 16   | +1:38.098 | 23      |       |
| 21  | 30 | José Luis Cardoso         | Aprilia | 16   | +1:47.080 | 31      |       |
| 22  | 33 | Kristian Kaas             | Yamaha  | 16   | +2:11.344 | 29      |       |
| 23  | 43 | Manuel Hernández          | Aprilia | 16   | +2:11.522 | 28      |       |

### Ritirati
| Nº | Pilota                   | Moto    | Giri | Griglia |
| -- | ------------------------ | ------- | ---- | ------- |
| 26 | Bernd Kassner            | Aprilia | 14   | 12      |
| 19 | Eskil Suter              | Aprilia | 14   | 19      |
| 32 | Jurgen van den Goorbergh | Aprilia | 11   | 17      |
| 44 | Toshihiko Honma          | Yamaha  | 11   | 16      |
| 63 | Peter Koller             | Honda   | 10   | 33      |
| 13 | Frédéric Protat          | Honda   | 8    | 27      |
| 36 | Alan Patterson           | Honda   | 8    | 30      |
| 35 | Rodney Fee               | Honda   | 4    | 32      |
| 34 | Christian Boudinot       | Aprilia | 4    | 21      |

### Non partiti
| Nº | Pilota          | Moto    | Griglia |
| -- | --------------- | ------- | ------- |
| 31 | Enrique de Juan | Aprilia | 34      |
| 20 | Adrian Bosshard | Honda   | 22      |

## Classe 125

### Arrivati al traguardo
| Pos | Nº | Pilota             | Moto    | Giri | Tempo     | Griglia | Punti |
| --- | -- | ------------------ | ------- | ---- | --------- | ------- | ----- |
| 1   | 1  | Dirk Raudies       | Honda   | 15   | 34:44.974 | 2       | 25    |
| 2   | 2  | Kazuto Sakata      | Aprilia | 15   | +17.025   | 16      | 20    |
| 3   | 41 | Tomomi Manako      | Honda   | 15   | +17.319   | 20      | 16    |
| 4   | 10 | Peter Öttl         | Aprilia | 15   | +17.345   | 9       | 13    |
| 5   | 32 | Stefano Perugini   | Aprilia | 15   | +17.946   | 11      | 11    |
| 6   | 5  | Noboru Ueda        | Honda   | 15   | +30.406   | 1       | 10    |
| 7   | 8  | Jorge Martínez     | Yamaha  | 15   | +30.504   | 12      | 9     |
| 8   | 6  | Akira Saitō        | Honda   | 15   | +30.908   | 6       | 8     |
| 9   | 36 | Masaki Tokudome    | Honda   | 15   | +31.056   | 15      | 7     |
| 10  | 7  | Oliver Petrucciani | Aprilia | 15   | +31.470   | 4       | 6     |
| 11  | 14 | Oliver Koch        | Honda   | 15   | +31.558   | 10      | 5     |
| 12  | 23 | Bruno Casanova     | Honda   | 15   | +31.878   | 19      | 4     |
| 13  | 11 | Fausto Gresini     | Honda   | 15   | +31.912   | 3       | 3     |
| 14  | 22 | Lucio Cecchinello  | Honda   | 15   | +31.996   | 34      | 2     |
| 15  | 35 | Loek Bodelier      | Honda   | 15   | +54.520   | 13      | 1     |
| 16  | 25 | Neil Hodgson       | Honda   | 15   | +1:06.782 | 27      |       |
| 17  | 37 | Frédéric Petit     | Yamaha  | 15   | +1:07.027 | 17      |       |
| 18  | 16 | Manfred Baumann    | Yamaha  | 15   | +1:41.966 | 33      |       |
| 19  | 33 | Vittorio Lopez     | Honda   | 15   | +1:42.072 | 32      |       |
| 20  | 21 | Carlos Giró        | Aprilia | 15   | +1:42.462 | 24      |       |
| 21  | 15 | Stefan Prein       | Yamaha  | 15   | +1:54.671 | 21      |       |
| 22  | 26 | Emilio Alzamora    | Honda   | 15   | +2:06.328 | 26      |       |
| 23  | 42 | Rick van Etten     | Honda   | 14   | +1 giro   | 35      |       |

### Ritirati
| Nº | Pilota            | Moto    | Giri | Griglia |
| -- | ----------------- | ------- | ---- | ------- |
| 39 | Nicolas Dussauge  | Honda   | 10   | 29      |
| 24 | Hans Spaan        | Honda   | 10   | 25      |
| 28 | Hideyuki Nakajō   | Honda   | 9    | 18      |
| 3  | Takeshi Tsujimura | Honda   | 8    | 7       |
| 4  | Yoshiaki Katō     | Yamaha  | 7    | 14      |
| 63 | Maik Stief        | Honda   | 6    | 22      |
| 30 | Manfred Geissler  | Aprilia | 6    | 28      |
| 62 | Stefan Kurfiss    | Honda   | 4    | 8       |
| 9  | Herri Torrontegui | Aprilia | 4    | 31      |
| 29 | Gabriele Debbia   | Aprilia | 2    | 30      |
| 40 | Emilio Cuppini    | Aprilia | 1    | 5       |

### Non partito
| Nº | Pilota      | Moto    | Griglia |
| -- | ----------- | ------- | ------- |
| 19 | Garry McCoy | Aprilia | 23      |

### Non qualificato
| Nº | Pilota         | Moto  |
| -- | -------------- | ----- |
| 12 | Haruchika Aoki | Honda |

## Classe sidecar
La gara fu fermata con la bandiera rossa durante il 14º dei 16 giri previsti a causa di un incidente che aveva coinvolto sette equipaggi e per il quale era stato necessario l'intervento dei soccorsi: nell'incidente, avvenuto in uno dei rettilinei percorsi ad alta velocità, alcuni concorrenti rimasero feriti, mentre a farne maggiormente le spese fu il passeggero Simon Prior, che, trasportato in gravi condizioni all'ospedale di Mannheim, morì il martedì successivo alla gara a causa dei traumi subiti.

### Arrivati al traguardo
| Pos | Pilota             | Passeggero       | Moto            | Giri | Tempo     | Punti |
| --- | ------------------ | ---------------- | --------------- | ---- | --------- | ----- |
| 1   | Rolf Biland        | Kurt Waltisperg  | LCR-Swissauto   | 13   | 28:35.190 | 25    |
| 2   | Steve Webster      | Adolf Hänni      | LCR-Yamaha      | 13   | +5.426    | 20    |
| 3   | Steve Abbott       | Julian Tailford  | Windle-Krauser  | 13   | +5.780    | 16    |
| 4   | Klaus Klaffenböck  | Christian Parzer | LCR-Bartol      | 13   | +5.978    | 13    |
| 5   | Barry Brindley     | Scott Whiteside  | LCR-Yamaha      | 13   | +6.437    | 11    |
| 6   | Jukka Lauslehto    | Juha Joutsen     | LCR-ADM         | 13   | +6.488    | 10    |
| 7   | Paul Güdel         | Charly Güdel     | LCR-ADM         | 13   | +7.053    | 9     |
| 8   | Tony Wyssen        | Kilian Wyssen    | LCR-Krauser     | 13   | +7.414    | 8     |
| 9   | Yoshisada Kumagaya | Simon Prior      | LCR-ADM         | 13   | +7.451    | 7     |
| 10  | Ralph Bohnhorst    | Peter Brown      | LCR-Steinhausen | 13   | +14.204   | 6     |
| 11  | Markus Bösiger     | Jürg Egli        | LCR-ADM         |      |           | 5     |
| 12  | Mark Reddington    | Trevor Crone     | LCR-ADM         |      |           | 4     |
| 13  | Gary Knight        | Trevor Hopkinson | Windle-Krauser  |      |           | 3     |